# Bataille de Fariskur
 (avril 2017).
Améliorez-le ou discutez des points à vérifier. 
Septième croisade
Batailles
- Damiette
- Mansourah
- Fariskur

La bataille de Fariskur, le 6 avril 1250 durant la septième croisade, oppose les croisés français menés par le roi Louis IX à une armée mamelouk. 
Les croisés francs reculent depuis le succès limité de la bataille de Mansourah. 
Les Ayyoubides refusent les offres de paix, détruisent la flotte franque, isolent Louis IX et son armée. 
Les Kurdes (ayyoubides) sortent victorieux de la bataille de Fariskur, et Louis IX est capturé avec son armée. 
Par la capture du roi franc, cette bataille précipite la fin de la septième croisade.
Louis IX est le premier souverain français à être capturé sur un champ de bataille.

## Contexte

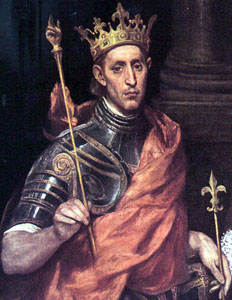
Louis IX dit "Saint Louis".

Avec le soutien du pape Innocent IV lors du premier concile de Lyon, le roi Louis IX de France accompagné par ses frères Charles d'Anjou et Robert d'Artois lancent la septième croisade contre l'Égypte. 
Les objectifs de la croisade sont de vaincre l'Égypte, de détruire la dynastie ayyoubide en Égypte et en Syrie et de récupérer Jérusalem  que les musulmans ont repris en 1244. 
Les navires entrent dans les eaux égyptiennes et les troupes de la septième croisade débarquent à Damiette en juin 1249. 
Louis IX envoie une lettre à Malik al-Salih Ayyoub. 
L'Emir Fakhr ad-Din Yussuf, commandant de la garnison ayyoubide à Damiette, se retire au camp du sultan au Ashmum-Tanah[réf. incomplète] provoquant la panique parmi les habitants de Damiette qui ont fui la ville en quittant le pont qui reliait la rive ouest du Nil avec Damiette intacte. 
Après avoir occupé le port égyptien de Damiette en juin 1249, il décide de marcher au Caire, encouragé par l'arrivée du renfort mené par son troisième frère Alphonse de Poitiers et les nouvelles de la mort de Malik al-Salih Ayyoub, le sultan ayyoubide kurde dirigeant de l’Égypte. 
Les Francs réussissent à traverser le canal d'Ashmum (connu aujourd'hui par le nom al-Bahr al-Saghir), et lancent une attaque surprise contre le camp égyptien à Gideila, à deux kilomètres d'Al-Mansurah. 
Les troupes ayyoubides du camp, prises par surprise, se retirent à Al-Mansurah, et les croisés se dirigent vers la ville. 
La direction de la force égyptienne passe aux commandants mamelouks Faris ad-Din Aktai, Baybars, qui parviennent à réorganiser les troupes en retraite. 
Chajar ad-Durr, chargé de l'Égypte, s'accorde sur le plan de Baibars pour défendre Al-Mansurah[réf. incomplète]. 
Baibars ordonne l'ouverture d'une porte pour que les chevaliers croisés entrent dans la ville. 
Les croisés se précipitent dans la ville qu'ils pensent désertée et se retrouvent piégés à l'intérieur. 
Les croisés sont assiégés de toutes parts par les forces égyptiennes et la population de la ville.
De très lourdes pertes leur sont infligées. 
Robert d'Artois (frère de Louis IX) se réfugie dans une maison[réf. incomplète],[réf. incomplète] et William de Salisbury sont parmi les tués d'Al-Mansurah. 
Seulement cinq Templiers survivent à la bataille. 
Les croisés sont forcés de se retirer en désordre à Gideila où ils campent entre un fossé et un mur. 
Au début de la matinée du 11 février, les forces musulmanes lancent une offensive contre le camp des Francs. 
Pendant plusieurs semaines, les Francs sont forcés de rester dans leur camp pendant une guérilla épuisante[réf. incomplète],[réf. incomplète]. 
De nombreux croisés sont capturés et emmenés au Caire[réf. incomplète].

## Déroulement de la bataille
Le 27 février, Tûrân Châh, le nouveau sultan, arrivé en Égypte depuis Hasankeyf, va directement à Al-Mansurah pour diriger l'armée égyptienne. 
Les navires sont transportés à terre et remis en eau dans le Nil (à Bahr al-Mahala) derrière les navires des croisés, coupant la ligne de renfort de Damiette et assiégeant les forces du roi Louis IX. 
Les Égyptiens utilisent le feu grégeois, détruisent et saisissent de nombreux navires chrétiens. 
Bientôt, les croisés assiégés souffrent des attaques, de la famine et de maladies dévastatrices. 
Le roi Louis IX propose aux Égyptiens la capitulation de Damiette en échange de Jérusalem et de certaines villes sur la côte syrienne. 
Les Égyptiens, conscients de la misérable situation des croisés, refusent l'offre du roi assiégé. 
Le 5 avril, couverts par l'obscurité de la nuit, les croisés évacuent leur camp et commencent à fuir vers le nord en direction de Damiette. 
Dans la panique et la hâte, ils oublient de détruire un pont qu'ils ont établi sur le canal. 
Les Égyptiens traversent le canal sur le pont et les poursuivent à Fariskur où les Égyptiens ont déjà complètement anéanti les croisés, faisant des milliers de tués et de prisonniers[réf. incomplète],[réf. incomplète],[réf. incomplète]. 
Le roi Louis IX et quelques-uns de ses nobles qui ont survécu sont capturés dans le village voisin de Moniat Abdallah (maintenant Meniat el Nasr) où ils se sont réfugiés. 
Louis IX se rend à un eunuque nommé al-Salihi après qu'il lui a été promis qu'il ne serait pas tué[réf. incomplète] avec ses deux frères Charles d'Anjou et Alphonse de Poitiers.
Il est emmené à Mansurah où il est emprisonné dans la maison d'Ibrahim ben Lokman, le chancelier royal, enchaîné et sous la garde d'un autre eunuque nommé Sobih al-Moazami[réf. incomplète]. 
La coiffe du roi Louis est exposée en Syrie[réf. incomplète],[réf. incomplète]. 
Alors que la maison d'Ibrahim ben Lokman est utilisée comme prison pour Louis IX et les nobles, un camp est installé à l'extérieur de Mansurah pour abriter les milliers de prisonniers de guerre francs.

## Conséquences
Le 6 mai 1250, Damiette est restituée aux musulmans. 
Louis IX est libéré contre le retrait de ses troupes du territoire égyptien et le paiement d’un million de dinars de rançon (en partie payée par l'ordre du Temple). 
Fin mai, tous les Francs ont quitté le pays.
La défaite des croisés et la capture de Louis IX à Fariskur créent un choc en France. 
Les croisés font circuler de fausses informations en Europe, affirmant la victoire du roi Louis IX. 
Lorsque les nouvelles de la défaite française atteignent la France, un mouvement appelé croisade des Bergers se produit en France[réf. incomplète]. 
Louis IX a été racheté pour 400 000 dinars (?). 
Après s'être engagé à ne plus revenir en Égypte et à remettre Damiette aux Égyptiens, il est autorisé à partir le 8 mai 1250 à Acre avec ses frères et 12 000 prisonniers, y compris certains des combats les plus anciens, que les Égyptiens ont accepté de laisser. 
De nombreux autres prisonniers sont exécutés[réf. incomplète],[réf. incomplète],[réf. incomplète]. 
La reine, Marguerite de Provence, souffre de cauchemars. 
La nouvelle de la capture du roi la terrifie tellement, que chaque fois qu'elle s'endort, elle croit que sa chambre est remplie de Sarrasins, et elle crie : « Aidez-moi ! »[réf. incomplète]. 
Elle part pour Acre quelques jours plus tôt avec son fils, né à Damiette, appelé Jean Tristan.

## Référencement